# مارتين ميغيل كورتيس
مارتين ميغيل كورتيس (بالإسبانية: Martín Miguel Cortés)‏ (7 يناير 1983 في الأرجنتين - ) هو لاعب كرة قدم أرجنتيني في مركز الوسط. لعب مع ديفينسوريس دي بيلغرانو وريفر بليت ونادي مونز وكوريكو يونيدو ونادي بايساندو ‏ وديبورتيفو نوبلينس ‏ وDeportes Copiapó ‏.

## وصلات خارجية
- مارتين ميغيل كورتيس على موقع قاعدة بيانات كرة القدم.إي يو (الإنجليزية)
- مارتين ميغيل كورتيس على موقع Soccerway.com (الإنجليزية)
- مارتين ميغيل كورتيس على موقع AS.com (الإسبانية)